# NADO Italia
L'Organizzazione nazionale antidoping (abbreviato NADO) è l'organismo indipendente dell'ordinamento sportivo italiano per la prevenzione del doping e delle violazioni sulle norme sportive antidoping. Essa è, di fatto, l'Organizzazione nazionale Antidoping italiana, articolazione funzionale dell'Agenzia Mondiale Antidoping (World Anti-Doping Agency, WADA). Ha la responsabilità esclusiva in materia di attuazione del programma nazionale antidoping, anche mediante l'adozione delle Norme Sportive Antidoping di adozione ed applicazione delle norme sportive antidoping in conformità al Codice mondiale antidoping WADA del quale è firmataria.

## Storia
NADO Italia è l'organo costituito in seguito all'accordo quadro tra governo italiano, CONI e NAS dei carabinieri sottoscritto a febbraio e divenuto operativo a maggio 2015.
Il 15 settembre 2015 il generale Leonardo Gallitelli ne è stato nominato responsabile. L'ha annunciato il presidente del CONI Giovanni Malagò, aggiungendo che la nomina è stata condivisa dal premier Matteo Renzi e dal ministro della salute Beatrice Lorenzin. 
Nel febbraio 2016 è stata riconosciuta dalla WADA, l'Agenzia mondiale antidoping.
Dal 1º gennaio 2017, su delega del Comitato Italiano Paralimpico (CIP), NADO Italia ha la responsabilità esclusiva anche delle attività antidoping relative alla pratica sportiva svolta sotto l’egida del CIP e agli atleti paralimpici.
Il 12 maggio 2022, il Prof. Fabio Pigozzi, docente di medicina dello sport, viene nominato presidente di Nado Italia, subentrando nella carica al gen. Leonardo Gallitelli che aveva ricoperto in precedenza l'incarico.
Nel mese di luglio 2022 la Direttrice generale di Nado Italia, Alessia Di Gianfrancesco, e il Comandante del Comando dei Carabinieri per la Tutela della Salute, Paolo Carra, hanno sottoscritto un nuovo protocollo di intesa con l'obiettivo di definire le modalità di interazione. La collaborazione con l'Arma dei Carabinieri è stata avviata a seguito della sottoscrizione da parte di quest'ultima, nel febbraio 2015, di un Accordo Quadro con il  Governo Italiano e il CONI.

## Organizzazione
NADO Italia è articolata in seguenti organismi:
- Comitato Esecutivo (CE);
- Comitato Interno di Sorveglianza (CIS);
- Tribunale nazionale antidoping (TNA);
  - Prima sezione
  - Seconda sezione
- Procura nazionale antidoping (PNA);
- Comitato controlli antidoping (CCA);
- Comitato per l’esenzione a fini terapeutici (CEFT);
- Comitato per l'educazione, la formazione antidoping e la ricerca (CEFAR).

Si avvale di ispettori investigativi dei NAS e di ispettori medici della FMSI, per le analisi del Laboratorio antidoping all'Acquacetosa di Roma.